# Spacenet 4
O Spacenet 4 (anteriormente denominado de AmerSat 2 e ASC-2) foi um satélite de comunicação geoestacionário que foi construído pela RCA Astro/GE Astro, ele esteve localizado na posição orbital de 101 graus de longitude oeste e foi operado inicialmente pela Contel e posteriormente pela Spacenet. O satélite foi baseado na plataforma AS-3000 e sua expectativa de vida útil era de 10 anos.

## Lançamento
O satélite foi lançado com sucesso ao espaço no dia 13 de abril de 1991, por meio de um veiculo Delta 7125 lançado a partir da Estação da Força Aérea de Cabo Canaveral, na Flórida, EUA. Ele tinha uma massa de lançamento de 1 350 kg.

## Capacidade
O Spacenet 4 era equipado com 18 transponders em banda C e 6 em banda Ku.